# 希瑟·贝尔赫斯马
希瑟·贝尔赫斯马（英語：Heather Bergsma，1989年3月20日—），美国女子速度滑冰运动员。她曾代表美国参加2010年、2014年和2018年冬季奥林匹克运动会速度滑冰比赛，获得一枚铜牌。

## 家庭
丈夫约里特·贝尔赫斯马。